# Battleship Cove
Battleship Cove est un musée maritime et un mémorial de guerre à but non lucratif situé à Fall River, dans le Massachusetts, aux États-Unis. Doté de la plus grande collection au monde de navires de guerre de la Seconde Guerre mondiale, il abrite le cuirassé très décoré USS Massachusetts (BB-59). Il est situé au cœur du front de mer au confluent de la rivière Taunton et de la baie de Mount Hope et se trouve en partie sous le pont de Braga et à côté du Fall River Heritage State Park (en).
Le mémorial tire ses origines de l'équipage de guerre du Massachusetts, qui s'est battu pour le sauver de la démolition et assurer sa préservation en tant que navire musée. Le cuirassé forme une petite crique qui sert de port protégé pour les bateaux de plaisance pendant les mois d'été. Le Fall River Yacht Club dispose d'un quai à proximité.

## Expositions
En 1972, l'USS Lionfish (SS-298), un sous-marin d'attaque conventionnel de classe Balao de la Seconde Guerre mondiale, a rejoint le cuirassé pour une exposition publique.
L'année suivante, l'USS Joseph P. Kennedy Jr. (DD-850), un destroyer de classe Gearing, a été ajouté à la flotte et immédiatement désigné comme mémorial officiel du Commonwealth pour la guerre de Corée et la guerre du Vietnam. Dans cette optique, l'USS Massachusetts a par la suite été désigné monument commémoratif officiel du Commonwealth aux anciens combattants de la guerre du Golfe.
Peu de temps après l'arrivée de l'USS Joseph P. Kennedy Jr., le maire de Fall River a baptisé le site « Battleship Cove ». En 1975, Tin Can Sailors, Inc., une organisation nationale de 24 000 vétérans des destroyers, a été fondée à Battleship Cove.
L'année 1984 comprenait l'ajout d'un avion d'entraînement, le North American T-28 Trojan. Cet avion a également servi dans la Force aérienne vietnamienne (FAVN), commémorant les immigrants du Commonwealth qui avaient servi dans les forces armées vietnamiennes.
En 1985, le Commonwealth a accordé une subvention de 2,5 millions de dollars pour la préservation de Joseph P. Kennedy Jr., et la même année, le National Park Service a désigné le Massachusetts, Lionfish  et PT-796 comme National Historic Landmark (NHL). Par la suite, Joseph P. Kennedy Jr. et PT-617 ont tous deux reçu le statut de NHL, donnant à Battleship Cove la plus forte concentration au sud de Boston. Composée de huit navires, la flotte de Battleship Cove est la plus grande et la plus diversifiée collection de navires de guerre historiques au monde.
Dans les années 1990, l'organisation a continué de s'améliorer avec plus de soixante nouvelles expositions liées aux navires historiques et aux anciens combattants. Le succès du programme de nuit, le nombre élevé de visites de groupes scolaires et les admissions générales ont permis d'augmenter le personnel et d'améliorer les efforts d'entretien des navires. Le 14 juin 1997, le Battleship Cove a acquis une relique de la guerre froide : la corvette lance-missiles de construction soviétique Hiddensee de classe Tarentul Trois ans plus tard, le Commonwealth a accordé au Massachusetts et au Lionfish une subvention de 10 millions de dollars pour d'importants travaux de restauration en cale sèche.
Depuis 1964, Battleship Cove a accueilli plus de 5 millions de jeunes, d'anciens combattants et de touristes. En tant qu'objectifs pour un succès continu en tant que musée historique et éducatif, le Cove se consacre à étendre et à maintenir son rayonnement avec des programmes tels que le programme de navigation communautaire de Battleship Cove, le programme Raytheon Inspiring Technological Exploration (RITE) et le programme d'histoire orale des anciens combattants.

## Galerie
|                   |
| USS Massachusetts |

|              |
| USS Lionfish |

|                          |
| USS Joseph P Kennedy, Jr |

|           |
| Hiddensee |

|        |
| PT 617 |

|        |
| PT 796 |